# Змішане правління
Змішане правління (або змішана форма правління, змішане урядування, змішана конституція) - це форма правління, яка поєднує елементи демократії, аристократії та монархії, нібито унеможливлюючи їхні відповідні виродження, які в «Політиці» Аристотеля розглядаються як анархія, олігархія та тиранія відповідно. Ця ідея була популяризована в період класичної античності для того, щоб описати стабільність, інноваційність та успіх республіки як форми правління, що розвинулася відповідно до неписаної римської конституції.
На відміну від класичної демократії, аристократії або монархії, при змішаній формі правління правителі обираються громадянами, а не отримують свої посади у спадок або за жеребуванням (в греко-римські часи жеребкування традиційно вважалося головною характеристикою класичної демократії).
Концепцію змішаної форми правління вивчали в епоху Відродження та епоху Просвітництва Томас Фернандес де Медрано, Нікколо Макіавеллі, Джамбаттіста Віко, Іммануїл Кант, Томас Гоббс та інші. Вона була і залишається дуже важливою теорією серед прихильників республіканізму. Різні школи описують сучасні держави, такі як Європейський Союз і Сполучені Штати, як такі, що мають змішану конституцію.

## Філософи Давньої Греції
Платон у своїй книзі "Держава" розділив уряди на п'ять основних типів (чотири з яких є існуючими формами, а одна - ідеальною формою Платона, яка існує "лише в словах"):
- демократія: правління багатьох
- олігархія: правління небагатьох
- тимократія: правління обраних або шанованих
- тиранія: правління одного для себе
- аристократія:  правління найкращих (ідеальна форма правління для Платона

Платон знайшов недоліки в усіх існуючих формах правління і, таким чином, прийшов до висновку, що найчистішою формою правління, що робить акцент на чесноті та мудрості, є аристократія.
Аристотель значною мірою сприйняв ідеї Платона, і в його «Політиці» детально обговорюються три типи (за винятком тимократії). Аристотель вважає конституційне правління (поєднання олігархії і демократії в рамках закону) ідеальною формою правління, але він зауважує, що жодна з трьох форм не є здоровою, і що держави будуть циклічно переходити від однієї до іншої в різкому і хаотичному процесі, відомому як «кіклос» або «анациклізм». У своїй «Політиці» він наводить низку теорій того, як створити стабільний уряд. Один з цих варіантів - створення уряду, що поєднує в собі всі три форми правління.
Полібій стверджував, що більшість держав мають систему правління, яка складається з "більш ніж одного" з цих базових принципів, і яку тоді називали змішаною системою правління.

## Римська ера
Ідеал змішаного правління популяризував Полібій, який розглядав Римську республіку як втілення теорії Аристотеля (Millar, 2002). Монархію уособлювали консули, аристократію - сенат, а демократію - вибори та великі народні збори. Кожна інституція доповнює, а також контролює інші, імовірно, гарантуючи стабільність і процвітання. Полібій був дуже впливовим, і його ідеї були сприйняті Цицероном (Millar, 2002).

## Середньовіччя
Святий Тома Аквінський у своєму листі «Про королівську владу» стверджував, що монархія, з деякими обмеженнями, встановленими аристократією і демократичними елементами, є найкращою і найсправедливішою формою правління. Він також підкреслював обов'язок монарха підтримувати божественний і природний закон і дотримуватися обмежень, накладених на монарха звичаєм і чинним законодавством.

## Ренесанс, Реформація та Просвітництво
В епоху Відродження Цицерон став надзвичайно шанованим, і багато його ідей були сприйняті. Полібій також був заново відкритий, а позитивний погляд на змішані уряди став центральним аспектом ренесансної політичної науки, інтегрованим у поняття республіканізму, що розвивалося. Щоб звести до мінімуму зловживання політичною владою, Жан Кальвін виступав за поєднання аристократії і демократії як найкращу форму правління. Він високо оцінював переваги демократії: "Це неоціненний дар, якщо Бог дозволяє народу обирати своїх володарів і суддів". Щоб ще більше захистити права і свободи простих людей, Кальвін також виступав за розподіл влади між кількома політичними інституціями (поділ влади). Теорії змішаного правління стали надзвичайно популярними в епоху Просвітництва і детально обговорювалися Томасом Гоббсом, Джоном Локком, Джамбаттіста Віко, Монтеск'є, Жан-Жаком Руссо та Іммануїлом Кантом. Окрім своїх сучасників, лише Монтеск'є отримав широке визнання як автор концепції поділу влади (хоча він писав скоріше про її "розосередження", "розподіл")
На думку деяких вчених, наприклад, Генріха Августа Вінклера, ця концепція також вплинула на авторів Конституції Сполучених Штатів, які заснували ідею стримувань і противаг, зокрема, на античній теорії. Неписана конституція Сполученого Королівства вікторіанської епохи з парламентом, що складався з Суверена (монархія), Палати лордів (аристократія) і Палати громад (демократія), є яскравим прикладом змішаної конституції ХІХ-го століття. Ця політична система бере свій початок з двох тісно пов'язаних між собою явищ, що мали місце в Англії XVII сторіччя.
По-перше, серія політичних потрясінь - Громадянська війна (Пуританська революція), "криза відчуження" 1679-1681 років та Славна революція 1688 року. 
По-друге, інтенсивні публічні дебати про найкращу, найліберальнішу і найстабільнішу форму правління. Її головними учасниками були Джон Мільтон, Джон Локк, Олджернон Сідней та Джеймс Гаррінгтон. Їхні думки стали основою радикальної ідеології вігів. 
Вона "описувала два види загроз політичній свободі: загальний занепад народу, який може спричинити вторгнення злих і деспотичних правителів, і посягання виконавчої влади на законодавчу, спроба, яку влада завжди робила, щоб підкорити собі свободу, захищену змішаним правлінням". Американська революція показала, що це радикальне вігівське розуміння політики глибоко вкоренилося в американській свідомості. [...] Радикальне вігівське сприйняття політики отримало широку підтримку в Америці, тому що воно відродило традиційні стурбованості протестантської культури, яка завжди межувала з пуританізмом. Моральний занепад, що загрожував вільному уряду, не міг стати несподіванкою для людей, чиї батьки втекли з Англії, рятуючись від гріха".
Віги XVIII-го століття, або "люди співдружності" (із "партії співдружності"), такі як Джон Тренчард, Томас Гордон і Бенджамін Ходлі "вихваляли змішану конституцію із монархії, аристократії і демократії, та пов'язували з нею англійську свободу; як і Локк, вони постулювали природний стан, з якого виникли права, що їх гарантує громадянський устрій, створений за взаємною згодою; вони стверджували, що уряд формується на основі договору, а суверенітет належить народові". Таким чином, змішане правління є основою як британської форми сучасної демократії - конституційної монархії, так і американської моделі - республіканізму.
Один з "батьків" американської конституції, Джеймс Медісон, у "Федералісті" № 40 стверджував, що Конституційний конвент 1787 року створив змішану конституцію. Медісон посилався на Полібія у "Федералісті" № 63. Однак набагато важливішим було те, що "більшість" ідей, які американські революціонери вклали у свою політичну систему, "були частиною великої традиції співдружності вісімнадцятого століття, радикальної ідеології вігів".

## Новий час

### США
Одна наукова школа, що базується в основному в США, вважає змішану форму правління центральною характеристикою республіки і вважає, що в Сполучених Штатах правлять один (Президент; монархія), декілька (Сенат; аристократія) і багато (Палата представників; демократія). Інша наукова школа в Сполучених Штатах стверджує, що в останні десятиліття Верховний суд взяв на себе роль "найкращого", забезпечуючи постійність поділу влади, компенсуючи прямі вибори сенаторів і зберігаючи змішання демократії, аристократії і монархії.

### Європейський союз
Згідно з однією з точок зору, в контексті Європейського Союзу Президент Комісії представляє верховенство одного, в той час як Комісія представляє аристократичний вимір, а Парламент представляє демократичний вимір

## Зовнішні посилання
- Polybius and the Founding Fathers: the separation of powers
- De Republica Anglorum, Sir Thomas Smyth's description of the English Constitution under Queen Elizabeth I